# That Ras Club
That Ras Club (ar. نادي ذات راس) – jordański klub piłkarski, mający siedzibę w mieście Al-Karak.

## Historia
Klub został założony w 1980 roku. Największym sukcesem klubu jest zdobycie Pucharu Jordanii w 2013 roku.

## Sukcesy
- Puchar Jordanii:

zwycięstwo (1): 2013

## Azjatyckie puchary
Legenda do wszystkich tabel:
- Q – runda eliminacyjna, 1/16, 1/8, 1/4, 1/2 – odpowiednia faza rozgrywek, Grupa – runda grupowa, 1r gr – pierwsza runda grupowa, 2r gr – druga runda grupowa, F – finał, R – runda, PO – play-off
- k. – rzuty karne, los. – losowanie, Dogr. – dogrywka, w. – zasada bramek strzelonych na wyjeździe

| Sezon | Rozgrywki  | Runda | Klub          | Dom | Wyjazd | Ogólnie    |
| ----- | ---------- | ----- | ------------- | --- | ------ | ---------- |
| 2014  | Puchar AFC | Gr. A | Al-Safa' SC   | 0-0 | 0-1    | 2. miejsce |
| 2014  | Puchar AFC | Gr. A | Suwaiq Club   | 1-0 | 0-0    |            |
| 2014  | Puchar AFC | Gr. A | Rawszan Kulab | 5-1 | 3-2    |            |
| 2014  | Puchar AFC | 1/8   | Al Qadsia     | 0-4 | -      | 0-4        |

## Stadion
Domowe mecze klub rozgrywa na stadionie o nazwie Prince Faisal Stadium, położonym w mieście Al-Karak. Stadion może pomieścić 5000 widzów.